# Corso Ercole I d'Este

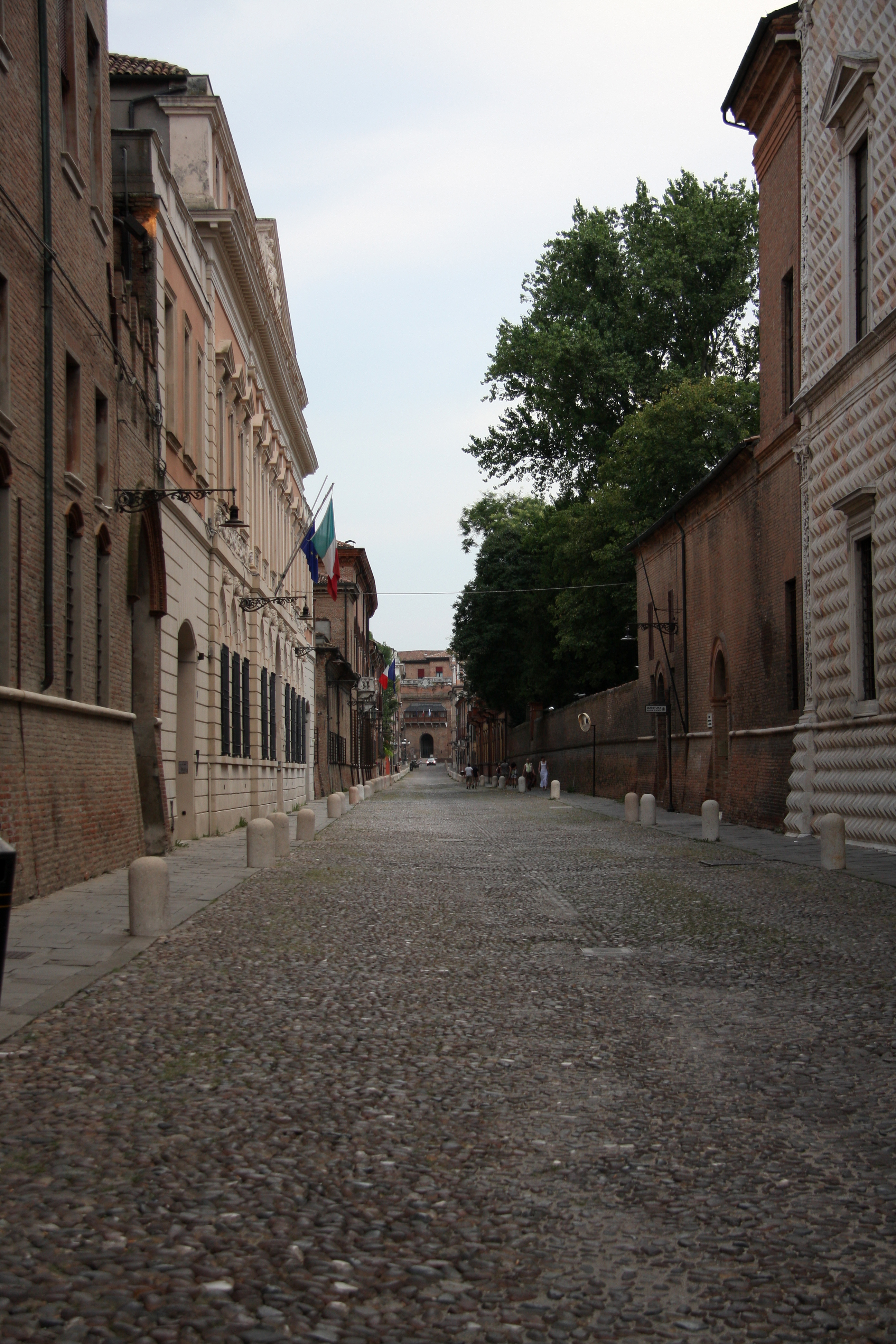
Vue du corso Ercole I d'Este.

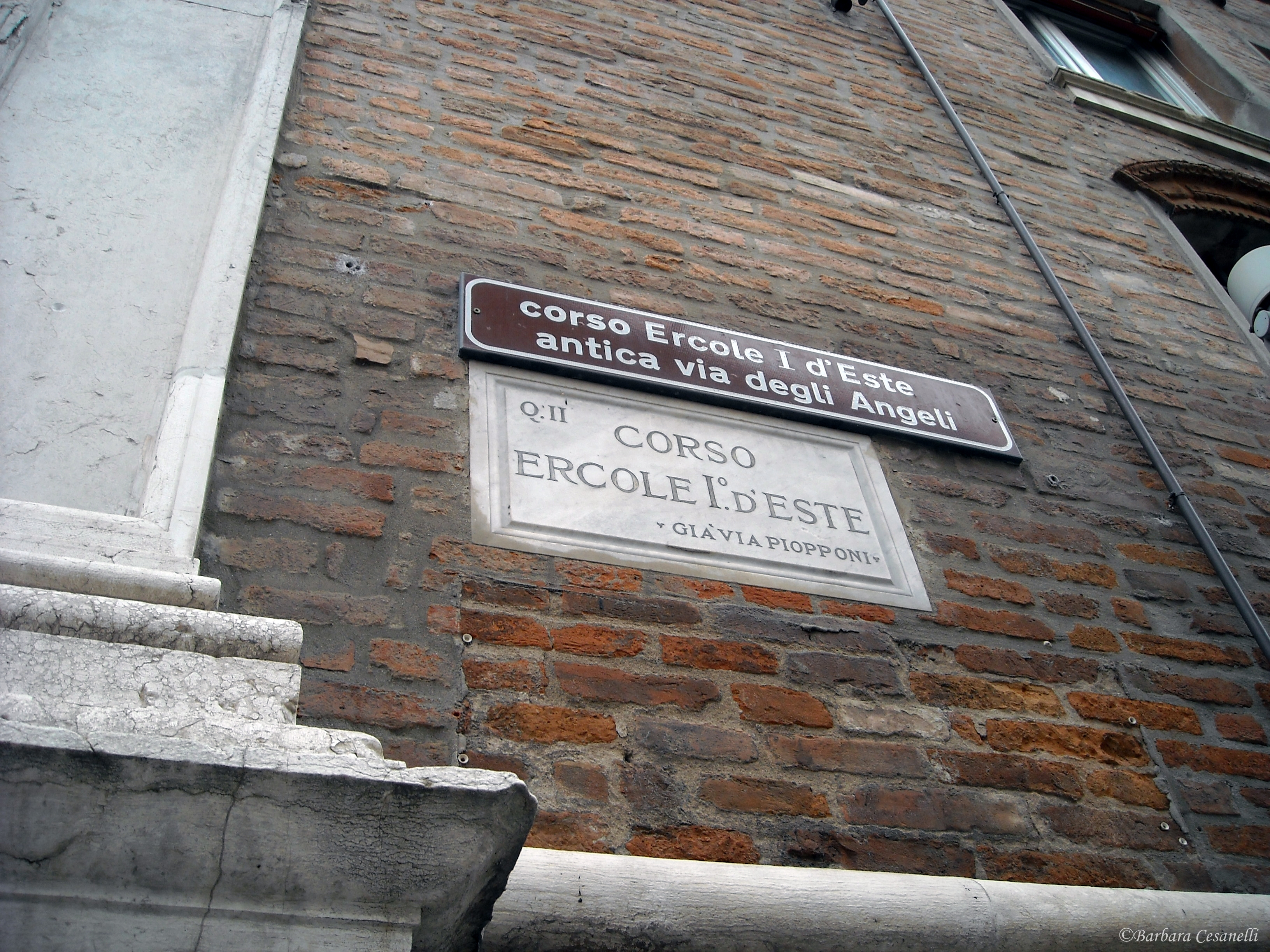
L'histoire résumée sur deux plaques de rue.

Le Corso Ercole I d'Este est le nom d'une rue historique de la ville de Ferrare, en Émilie-Romagne.
Cet axe central fait partie du plan de l'Addizione Erculea, né sous l'impulsion du duc de Ferrare Hercule Ier d'Este, et réalisé par Biagio Rossetti.
Les travaux de planification urbaine, commencés en 1492 et achevés vers 1510, permettaient la réunion directe de la partie sud du centre historique, où est situé le château d'Este, avec la partie nord de l'enceinte de murailles de la porta degli Angeli (porte des Anges).
Cette nouvelle voie résidentielle appelée, alors, Viale degli Angeli forme une intersection avec l'autre axe est-ouest de l'Addizione ; nommé le Quadrivio degli Angeli (Carrefour des Anges), cette intersection est le point de rencontre des palais Diamanti, Prosperi-Sacrati et Turchi di Bagno.
Aujourd'hui, le Quadrivio degli Angeli est toujours présent et l'ancien Viale degli Angeli a été renommé Corso Ercole I d'Este ; la rue est entièrement piétonnière (excepté un bref tronçon qui va de la Via  Arianuova à Corso Biagio Rossetti) et sans commerce ou boutique.
Outre les palais Diamanti, Prosperi-Sacrati, et Turchi di Bagno, le corso est scandé aussi par le palazzo del Monte di Pietà, le Viale della Certosa qui mène à la chartreuse de Ferrare, le lycée scientifique A. Roiti et une entrée du parc Massari.
Le corso a également servi de décor à la réalisation de diverses scènes du film Le Jardin des Finzi-Contini de Vittorio De Sica.